# Llista de comtats d'Alabama
L'estat estatunidenc d'Alabama té 67 comtats. Cada comtat serveix com a govern de nivell local en l'àmbit dels seu límits. El territori enclòs per les fronteres estatals s'uní als Estats Units gradualment. Seguint la Guerra d'Independència dels Estats Units, l'oest de Florida fou cedida a Espanya per un tractat internacional mentre la resta fou organitzada seguint el Territori del Mississipi i posteriorment el territori d'Alabama.
La unió territorial fou establerta durant les primerenques divisions que han sobreviscut fins a l'actualitat incloent la formació de comtats, essent el Comtat de Washington el 4 de juny de 1800.
El 1814, el Tractat de Fort Jackson obrí el territori als colons europeus que contribuí a l'increment de comtats. Alabama fou admesa a la Unió com el 22é estat el 1819.
El legislador estatal d'Alabama formà comtats addicionals a partir de territoris poblats pels amerindis quan la Indian Removal Act (Llei d'expulsió dels indis) prengué efecte i els colons poblaren diferents àrees d'Alabama.
El 1820 Alabama estava formada per 29 comtats. El 1830 ja n'hi havia 36 i els amerindis encara ocupaven grans extensions al nord-est i l'extrem occidental d'Alabama. El 1840 ja s'havien creat 49 comtats; 52 el 1850; 65 el 1870 assolint els actuals 67 comtats el 1903. El Comtat de Houston fou el darrer comtat creat a l'estat el 9 de febrer de 1903.
D'acord amb les estimacions del cens dels Estats Units, la població mitjana dels comtats d'Alabama és de 68.642 habitants, amb el Comtat de Jefferson com el més poblat (656.700 hab.); i el Comtat de Greene el menys poblat (9.374 hab.). La superfície mitjana per comtat és de 1.962 km² essent el Comtat de Baldwin amb 1.596 km² el de major extensió i el Comtat d'Etowah, amb 1.386 km² el de menor extensió. La Constitució d'Alabama exigeix que qualsevol nou comtat d'Alabama tingui una superfície de com a mínim 600 milles quadrades (1.600 km²) i limitant d'aquesta manera la creació de nous comtats.
L'Alabama Department of Revenue's Motor Vehicle Division proveeix d'un estàndard per a les plaques d'automòbils que duen nombres d'un o dos dígits identificant el comtat en què s'ha registrat el vehicle. Aquest nombre és descrit a la taula següent. Els tres primers prefixos es reserven per als comtats històricament més poblats i a partir de llavors s'ordenen alfabèticament. Cada placa és assignada sequencialment en cada oficina de llicències. Els números estan en el format. XA1111A o XXA111A, depenent de si el prefix és d'un o dos dígits. L'excés de registres és solucionat substituint la darrera lletra de la placa de matrícula (a partir de XXZ999Z seguiria XXA0A0A.
El codi del Federal Information Processing Standard (FIPS), usat pel Govern dels Estats Units per a diferenciar de forma única els comtats és inclòs.

## Comtats
| Comtat                | Codi FIPS | Capital del comtat   | Codi de matriculació d'automòbils | Any de creació | Format a partir de                                                                          | Etimologia | Població | Superfície | Mapa                       |
| Comtat d'Autauga      | 001       | Prattville           | 4                                 | 1818           | Comtat de Montgomery                                                                        | Els autauga o atagi nadius americans part del subgrup dels Alibamu                                                                    | 49.730   | 1.544 km²  | Autaga                     |
| Comtat de Baldwin     | 003       | Bay Minette          | 5                                 | 1809           | Comtat de Washington i West Florida                                                         | Abraham Baldwin (1754 - 1807), Congressista dels EUA de Geòrgia                                                                       | 169.162  | 1596       | Comtat de Baldwin          |
| Comtat de Barbour     | 005       | Clayton              | 6                                 | 1832           | Comtat de Pike                                                                              | James Barbour (1775 - 1842), Governador de Virgínia i Senador dels Estats Units                                                       | 28.171   | 885        | Comtat de Barbour          |
| Comtat de Bibb        | 007       | Centreville          | 7                                 | 1818           | Comtat de Montgomery (com a Comtat de Cahawba)                                              | William Wyatt Bibb (1781 - 1820), 1r Governador d'Alabama                                                                             | 21.482   | 623        | Comtat de Bibb             |
| Comtat de Blount      | 009       | Oneonta              | 8                                 | 1818           | Comtat de Montgomery territoris amerindis                                                   | Willie Blount (1768 - 1835), Governador de Tennessee.                                                                                 | 56.436   | 646        | Comtat de Blount           |
| Comtat de Bullock     | 011       | Union Springs        | 9                                 | 1866           | Comtats de Barbour, Macon, Montgomery, i Pike                                               | Edward Bullock (1822 - 1861), Coronel a l'Exèrcit Confederat                                                                          | 10.906   | 625        | Comtat de Bullock          |
| Comtat de Butler      | 013       | Greenville           | 10                                | 1819           | Comtats de Conecuh i Monroe                                                                 | William Butler (? - 1818), capità a la Guerra Creek                                                                                   | 20520    | 777        | Comtat de Butler           |
| Comtat de Calhoun     | 015       | Anniston             | 11                                | 1832           | Comtat de St. Clair (com a Comtat de Benton)                                                | John C. Calhoun (1782 - 1850), 7è Vicepresident dels Estats Units                                                                     | 112.903  | 608        | Comtat de Calhoun          |
| Comtat de Chambers    | 017       | La Fayette           | 12                                | 1832           | Comtat de Montgomery                                                                        | Henry H. Chambers (1790 - 1826), Senador dels Estats Units                                                                            | 35.176   | 597        | Comtat de Chambers         |
| Comtat de Cherokee    | 019       | Centre               | 13                                | 1836           | Territori cherokee                                                                          | Nació dels cherokees | 24.863   | 553        | Comtat de Cherokee         |
| Comtat de Chilton     | 021       | Clanton              | 14                                | 1868           | Comtats d'Autauga, Bibb, Perry, i Shelby (com a Comtat de Baker)                            | William Parish Chilton (1810 - 1871), Justice Cort Suprema d'Alabama i Congressista dels Estats Confederats \|Congressista confederat | 41.953   | 694        | Comtat de Chilton          |
| Comtat de Choctaw     | 023       | Butler               | 15                                | 1847           | Comtats de Sumter i Washington                                                              | Poble choctaw, els territoris des quals comprenien part d'Alabama                                                                     | 14.656   | 914        | Comtat de Choctaw          |
| Comtat de Clarke      | 025       | Grove Hill           | 16                                | 1812           | Comtat de Washington                                                                        | John Clarke (1766 - 1832), general de Geòrgia                                                                                         | 27.248   | 1238       | Comtat de Clarke           |
| Comtat de Clay        | 027       | Ashland              | 17                                | 1866           | Comtats de Randolph i Talladega                                                             | Henry Clay (1777 - 1852), Congressista dels Estats Units de Kentucky                                                                  | 13.829   | 605        | Comtat de Clay             |
| Comtat de Cleburne    | 029       | Heflin               | 18                                | 1866           | Comtats de Calhoun, Randolph i Talladega                                                    | Patrick Cleburne (1828 - 1864), major general de l'exèrcit confederat                                                                 | 14.700   | 560        | Comtat de Cleburne         |
| Comtat de Coffee      | 031       | Elba                 | 19                                | 1841           | Comtat de Dale                                                                              | John Coffee (1772 - 1833), cap militar a la Guerra Anglo-Americana de 1812-1815 i en la Guerra Creek                                  | 46.027   | 679        | Comtat de Coffee           |
| Comtat de Colbert     | 033       | Tuscumbia            | 20                                | 1867           | Comtat de Franklin                                                                          | George Colbert (? - 1839) i Levi Colbert (? - 1834), caps chickasaw                                                                   | 54.766   | 595        | Comtat de Colbert          |
| Comtat de Conecuh     | 035       | Evergreen            | 21                                | 1818           | Comtat de Monroe                                                                            | El riu Conecuh, que flueix a través del comtat                                                                                        | 13.403   | 851        | Comtat de Conecuh          |
| Comtat de Coosa       | 037       | Rockford             | 22                                | 1832           | Comtat de Montgomery                                                                        | El riu Coosa, que flueix a través del comtat, després d'un poblat amerindi.                                                           | 11.044   | 652        | Comtat de Coosa            |
| Comtat de Covington   | 039       | Andalusia            | 23                                | 1821           | Comtat d'Henry                                                                              | Leonard Covington (1768 - 1813), brigadier general a la Guerra de 1812 i Congressista dels Estats Units                               | 37.234   | 1034       | Comtat de Covington        |
| Comtat de Crenshaw    | 041       | Luverne              | 24                                | 1866           | Comtats de Butler, Coffee, Covington, Lowndes, i Pike                                       | Anderson Crenshaw (1783 - 1847), colon del Comtat de Butler                                                                           | 13.719   | 610        | Comtat de Crenshaw         |
| Comtat de Cullman     | 043       | Cullman              | 25                                | 1877           | Comtats de Blount, Morgan i Winston                                                         | Coronel John G. Cullmann (1823 - 1895), fundador de la capital del comtat                                                             | 80.187   | 738        | Comtat de Cullman          |
| Comtat de Dale        | 045       | Ozark                | 26                                | 1824           | Comtats de Covington i Henry                                                                | Samuel Dale (1772 - 1841), brigadier general i legislador estatal                                                                     | 48.392   | 561        | Comtat de Dale             |
| Comtat de Dallas      | 047       | Selma                | 27                                | 1818           | Comtats de Monroe i Montgomery                                                              | Alexander J. Dallas (1759 - 1817), Secretari of Tresor dels EUA                                                                       | 43.945   | 981        | Comtat de Dallas           |
| Comtat de DeKalb      | 049       | Fort Payne           | 28                                | 1836           | Territori dels cherokees                                                                    | Johann de Kalb (1721 - 1780), major general a la Guerra d'Independència dels Estats Units                                             | 69.014   | 778        | Comtat de DeKalb           |
| Comtat d'Elmore       | 051       | Wetumpka             | 29                                | 1866           | Comtats d'Autauga, Coosa, Montgomery i Tallapoosa                                           | John Archer Elmore (1762 - 1834), veterà de la Guerra d'Independència dels Estats Units                                               | 75.688   | 621        | Comtat d'Elmore            |
| Comtat d'Escambia     | 053       | Brewton              | 30                                | 1868           | Comtats de Baldwin i Conecuh                                                                | Escambia Creek, tributari del riu Conecuh                                                                                             | 37.849   | 947        | Comtat d'Escambia          |
| Comtat d'Etowah       | 055       | Gadsden              | 31                                | 1866           | Comtats de Blount, Calhoun, Cherokee, DeKalb, Marshall, i St. Clair (com a Comtat de Baine) | Etowah Indian Mounds | 103.362  | 535        | Comtat d'Etowah            |
| Comtat de Fayette     | 057       | Fayette              | 32                                | 1824           | Comtats de Marion, Pickens, Tuscaloosa i Walker                                             | Gilbert du Motier, Marqués de La Fayette (1757 - 1834), comandant de la Guerra d'Independència dels Estats Units                      | 18.005   | 628        | Comtat de Fayette          |
| Comtat de Franklin    | 059       | Russellville         | 33                                | 1818           | Territori dels cherokees                                                                    | Benjamin Franklin (1706 - 1790), politic, diplomàtic i inventor.                                                                      | 30.847   | 636        | Comtat de Franklin         |
| Comtat de Geneva      | 061       | Geneva               | 34                                | 1868           | Comtats de Coffee, Dale i Henry                                                             | Seu del comtat anomenat després Geneva (Nova York)                                                                                    | 25.868   | 576        | Comtat de Geneva           |
| Comtat de Greene      | 063       | Eutaw                | 35                                | 1819           | Comtats de Marengo i Tuscaloosa                                                             | Nathanael Greene (1742 - 1786), general de la Guerra d'Independència dels Estats Units                                                | 9.374    | 646        | Comtat de Greene           |
| Comtat de Hale        | 065       | Greensboro           | 36                                | 1867           | Comtats de Greene, Marengo, Perry i Tuscaloosa                                              | Stephen F. Hale (1816 - 1862), tinent coronel a l'Exèrcit Confederal                                                                  | 18.236   | 644        | Comtat de Hale             |
| Comtat de Henry       | 067       | Abberville           | 37                                | 1819           | Comtat de Conecuh                                                                           | Patrick Henry (1736 - 1799), Revolutionary War patriota i Governador de Virgínia                                                      | 16.706   | 562        | Comtat de Henry            |
| Comtat de Houston     | 069       | Dothan               | 38                                | 1903           | Comtats de Dale, Geneva i Henry                                                             | George S. Houston (1811 - 1879), 24é Governador d'Alabama i congressista dels Estats Units                                            | 95.660   | 580        | Comtat de Houston          |
| Comtat de Jackson     | 071       | Scottsboro           | 39                                | 1819           | Territori dels cherokees                                                                    | Andrew Jackson (1767 - 1845), 7é President dels Estats Units                                                                          | 53.745   | 1079       | Comtat de Jackson          |
| Comtat de Jefferson   | 073       | Birmingham           | 1                                 | 1819           | Comtat de Blount                                                                            | Thomas Jefferson (1743 - 1826), 3r President dels Estats Units                                                                        | 656.700  | 1113       | Comtat de Jefferson        |
| Comtat de Lamar       | 075       | Vernon               | 40                                | 1867           | Comtats de Fayette i Marion (com a Comtat de Jones)                                         | Lucius Quintus Cincinnatus Lamar (1825 - 1893), Jutge Suprem dels Estats Units                                                        | 14.548   | 605        | Comtat de Lamar            |
| Comtat de Lauderdale  | 077       | Florence             | 41                                | 1818           | Territoris dels cherokees i chickasaw                                                       | James Lauderdale (1780 - 1814), Coronel in Guerra Anglo-Americana de 1812-1815                                                        | 87.891   | 669        | Comtat de Lauderdale       |
| Comtat de Lawrence    | 079       | Moulton              | 42                                | 1818           | Territori dels cherokees                                                                    | James Lawrence (1781 - 1813), oficial naval a la Guerra Anglo-Americana de 1812-1815                                                  | 34.312   | 693        | Comtat de Lawrence         |
| Comtat de Lee         | 081       | Opelika              | 43                                | 1866           | Comtats de Chambers, Macon, Russell i Tallapoosa                                            | Robert E. Lee (1807 - 1870), comandant de l'Exèrcit Confederal                                                                        | 125.781  | 609        | Comtat de Lee              |
| Comtat de Limestone   | 083       | Athens               | 44                                | 1818           | Comtats d'Elk i Madison                                                                     | Limestone Creek, anomenada pels dipòsits geològics                                                                                    | 72.446   | 568        | Comtat de Limestone        |
| Comtat de Lowndes     | 085       | Hayneville           | 45                                | 1830           | Comtats de Butler, Dallas i Montgomery                                                      | William Lowndes (1782 - 1822), congressista dels Estats Units de Carolina del Sud                                                     | 12.759   | 718        | Comtat de Lowndes          |
| Comtat de Macon       | 087       | Tuskegee             | 46                                | 1832           | Comtat de Montgomery                                                                        | Nathaniel Macon (1758 - 1837), Congressista dels Estats Units per Carolina del Nord                                                   | 22.594   | 611        | Comtat de Macon            |
| Comtat de Madison     | 089       | Huntsville           | 47                                | 1808           | Territoris cherokee i chickasaw                                                             | James Madison (1751 - 1836), 4t President dels Estats Units                                                                           | 304.307  | 805        | Comtat de Madison          |
| Comtat de Marengo     | 091       | Linden               | 48                                | 1818           | Territoris choctaw                                                                          | Batalla de Marengo | 21.842   | 977        | Comtat de Marengo          |
| Comtat de Marion      | 093       | Hamilton             | 49                                | 1818           | Comtat de Tuscaloosa                                                                        | Francis Marion (1732 - 1795), cap militar en la Guerra d'Independència dels Estats Units                                              | 30.165   | 741        | Comtat de Marion           |
| Comtat de Marshall    | 095       | Guntersville         | 50                                | 1836           | Comtats de Blount i Jackson i territoris Cherokee                                           | John Marshall (1755 - 1832), Jutge President dels Estats Units (1801-35)                                                              | 87.185   | 567        | Comtat de Marshall         |
| Comtat de Mobile      | 097       | Mobile               | 2                                 | 1812           | Districte de Mobile de Florida Oest després de l'annexió al Territori del Mississipi        | Seu del comtat i Mobile Bay, on es troba, després que la tribu ameríndia dels maubila                                                 | 404.157  | 1233       | Comtat de Mobile           |
| Comtat de Monroe      | 099       | Monroeville          | 51                                | 1815           | Territori dels Creek                                                                        | James Monroe (1758 - 1831), 5é President dels Estats Units                                                                            | 23.342   | 1026       | Comtat de Monroe           |
| Comtat de Montgomery  | 101       | Montgomery           | 3                                 | 1816           | Comtat de Monroe                                                                            | Lemuel P. Montgomery (? - 1814), Major a la Guerra Creek                                                                              | 223.571  | 790        | Comtat de Montgomery       |
| Comtat de Morgan      | 103       | Decatur              | 52                                | 1818           | Territori dels cherokees (com a Comtat de Cotaco)                                           | Daniel Morgan (1736 - 1802), Congressista dels Estats Units                                                                           | 115.237  | 582        | Comtat de Morgan           |
| Comtat de Perry       | 105       | Marion               | 53                                | 1819           | Comtats de Cahawba, Dallas, Marengo i Tuscaloosa                                            | Oliver Hazard Perry (1795 - 1819), oficial naval en la Guerra Anglo-Americana de 1812-1815                                            | 11.186   | 719        | Comtat de Perry (Alabama)  |
| Comtat de Pickens     | 107       | Carrollton           | 54                                | 1820           | Comtat de Tuscaloosa                                                                        | Andrew Pickens (1739 - 1817), General a la Guerra d'Independència dels Estats Units                                                   | 20.133   | 881        | Comtat de Pickens          |
| Comtat de Pike        | 109       | Troy                 | 55                                | 1821           | Comtats de Henry i Montgomery                                                               | Zebulón Montgomery Pike (1779 - 1813), explorador i oficial in Guerra Anglo-Americana de 1812-1815                                    | 29620    | 671        | Comtat de Pike             |
| Comtat de Randolph    | 111       | Wedowee              | 56                                | 1832           | St. Clair and Shelby Counties                                                               | John Randolph (1773 - 1833), Senador dels Estats Units from Virgínia                                                                  | 22673    | 581        | Comtat de Randolph         |
| Comtat de Russell     | 113       | Phenix City          | 57                                | 1832           | Comtats de Montgomery i Pike                                                                | Gilbert C. Russell (1782-1861), oficial a la Guerra Creek                                                                             | 50.085   | 641        | Comtat de Russell          |
| Comtat de Saint Clair | 115       | Ashville i Pell City | 59                                | 1818           | Comtat de Shelby                                                                            | Arthur St. Clair (1736 - 1818), President del Congrés Continental                                                                     | 75.232   | 634        | Comtat de Saint Clair      |
| Comtat de Shelby      | 117       | Columbiana           | 58                                | 1818           | Comtat de Montgomery                                                                        | Isaac Shelby (1750 - 1826), Governador de Kentucky                                                                                    | 178.182  | 795        | Comtat de Shelby           |
| Comtat de Sumter      | 119       | Livingston           | 60                                | 1832           | Territori dels Choctaw                                                                      | Thomas Sumter (1734 - 1832), Congressista dels EUA                                                                                    | 13.606   | 905        | Comtat de Sumter           |
| Comtat de Talladega   | 121       | Talladega            | 61                                | 1832           | Comtats de St. Clair i Shelby                                                               | Talatigi, nom creek de la seu del comtat county, que significa "poble fronterer"                                                      | 80.271   | 740        | Comtat de Talladega        |
| Comtat de Tallapoosa  | 123       | Dadeville            | 62                                | 1832           | Comtats de Montgomery i Shelby                                                              | Riu Tallapoosa | 41.010   | 718        | Comtat de Tallapoosa       |
| Comtat de Tuscaloosa  | 125       | Tuscaloosa           | 63                                | 1818           | Comtat de Montgomery i territori choctaw                                                    | Riu Tuscaloosa i seu del comtat | 171.159  | 1324       | Comtat de Tuscaloosa       |
| Comtat de Walker      | 127       | Jasper               | 64                                | 1823           | Comtats de Blount, Jefferson, i Tuscaloosa                                                  | John Williams Walker (1783 - 1823), Senador dels Estats Units per Alabama                                                             | 70.034   | 794        | Comtat de Walker (Alabama) |
| Comtat de Washington  | 129       | Chatom               | 65                                | 1800           | Adams i Pickering Counties del Territori del Mississipi                                     | George Washington (1732 - 1799), 1r President dels EUA                                                                                | 17.651   | 1081       | Comtat de Washington       |
| Comtat de Wilcox      | 131       | Camden               | 66                                | 1819           | Comtats de Dallas i Monroe                                                                  | Joseph M. Wilcox (1790 - 1814), tinent a la Guerra Creek                                                                              | 12.911   | 889        | Comtat de Wilcox           |
| Comtat de Winston     | 133       | Double Springs       | 67                                | 1850           | Comtat de Walker (com a Comtat de Hancock)                                                  | John A. Winston (1812 - 1871), 15é Governador d'Alabama                                                                               | 24.634   | 614        | Comtat de Winston          |

## Antics comtats
| Comtat            | Denominat per                                           | Canviat per |
| ----------------- | ------------------------------------------------------- | --- |
| Comtat de Baine   | David W. Baine, Coronel a la Guerra Civil Americana     | Comtat d'Etowah el 1868 |
| Comtat de Baker   | Alfred Baker, terratinent local                         | Comtat de Chilton el 1874 |
| Comtat de Benton  | Thomas Hart Benton, Senador dels EUA per Missouri       | Comtat de Calhoun el 1858, en honor del rival de Benton, John C. Calhoun de Carolina del Sud després de la renúncia de Benton a l'esclavitud |
| Comtat de Cahawba | Antiga capital de l'estat de Cahawba                    | Comtat de Bibb el 1820 |
| Comtat de Cotaco  | Cotaco Creek, un tributari del riu Tennessee            | Comtat de Morgan el 1821 |
| Comtat d'Elk      | Elk River                                               | Comtat de Lauderdale i el Comtat de Limestone el 1818                                                                                        |
| Comtat de Hancock | John Hancock, signant de la Declaració d'Independència. | Comtat de Winston el 1858 |
| Comtat de Jones   | Josiah Jones, líder polític local                       | Comtat de Covington el 1868 després que Jones refusés l'honor                                                                                |
| Comtat de Jones   | E.P. Jones, terratinent local                           | Comtat de Sanford que posteriorment es va convertir en el Comtat de Lamar el 1877                                                            |
| Comtat de Sanford | H.C. Sanford, terratinent local                         | Comtat de Lamar el 1877 |